# アンモシエラ
アンモシエラ（欧字名:Ammothyella、2021年2月3日 - ）は、日本の競走馬。2024年のブルーバードカップ、JBCレディスクラシックの勝ち馬である。
馬名の由来は砂嵐（ギリシャ語）。母名より連想。

## 経歴

### 2歳（2023年）
7月1日中京ダート1400mの2歳新馬戦で角田大河を背に2番人気で出走。4番手の好位追走も直線で伸び切れず6着に敗退する。その後、9月2日小倉ダート1700mの2歳未勝利戦はイーグルノワールの5着、9月23日阪神ダート1800mの2歳未勝利では中団後方から最後の直線で鋭く脚を伸ばしたがサンライズジパングの2着と惜敗が続いた。10月15日京都ダート1800mの2歳未勝利戦では道中2番手でレースを進め、直線で抜け出して先頭に立つと後続に7馬身差をつけて圧勝し4戦目で初勝利を飾った。
続く11月5日のもちの木賞では道中2番手追走から直線でしぶとく抜け出すと、最後は後方から追い込んできたアラレタバシルの追撃を頭差で振り切り2連勝とした。そして、GI及び芝コース初挑戦となった12月28日のホープフルステークスでは2番手でレースを進めたが直線で失速し最下位の15着に沈んだ。

### 3歳（2024年）
3歳初戦としてこの年からダートグレード競走のJpnIIIに昇格したブルーバードカップに出走。道中4・5番手でレースを進め、直線で鋭く脚を伸ばすと最後は逃げ粘るエコロガイアと1番人気バロンドールとの激しい叩き合いをクビ差で差し切り、重賞初制覇を果たした。
4月24日に大井競馬場で行われた羽田盃では2着となり、鞍上の横山武史騎手は「きょうの馬場を見て、前のほうがいいと思った。最後まで踏ん張ってくれた」とコメントしている。次走は、6月5日に大井競馬場で行われる東京ダービーか6月12日に川崎競馬場で行われる関東オークスのどちらかに出走するか検討していたが、6月5日に大井競馬場で行われる東京ダービーに出走することになった。
6月5日、予定通り東京ダービーに出走。マイペースの逃げでリズムをつくり、直線でも粘って3着に力走した。その後は3か月半ほど休養し、復帰戦となった9月26日のマリーンカップはハイペースに巻き込まれ、4着に敗れる。
11月4日、JBCレディスクラシックに出走。好スタートを決めてハナに立ち、道中はマイペースの逃げ。勝負どころでも内を開けずに粘り込み、GI級競走初優勝を果たした。

## 競走成績
以下の内容は、JBISサーチおよびnetkeiba.comに基づく。
| 競走日     | 競馬場 | 競走名         | 格     | 距離（馬場）  | 頭 数 | 枠 番 | 馬 番 | オッズ （人気） | 着順 | タイム （上り3F） | 着差 | 騎手        | 斤量 [kg] | 1着馬（2着馬）     | 馬体重 [kg] |
| ---------- | ------ | -------------- | ------ | ------------- | ----- | ----- | ----- | --------------- | ---- | ----------------- | ---- | ----------- | --------- | ------------------ | ----------- |
| 2023.07.01 | 中京   | 2歳新馬        |        | ダ1400m（不） | 10    | 2     | 2     | 005.10（2人）   | 06着 | R1:27.0（39.2）   | -1.6 | 0角田大河   | 54        | ラムジェット       | 500         |
| 0000.09.02 | 小倉   | 2歳未勝利      |        | ダ1700m（稍） | 16    | 3     | 5     | 016.30（7人）   | 05着 | R1:47.6（39.9）   | -1.5 | 0幸英明     | 55        | イーグルノワール   | 494         |
| 0000.09.23 | 阪神   | 2歳未勝利      |        | ダ1800m（稍） | 12    | 8     | 12    | 018.70（6人）   | 02着 | R1:54.8（39.0）   | -0.7 | 0松山弘平   | 55        | サンライズジパング | 496         |
| 0000.10.15 | 京都   | 2歳未勝利      |        | ダ1800m（重） | 9     | 5     | 5     | 005.40（3人）   | 01着 | R1:55.4（38.2）   | -1.2 | 0松山弘平   | 55        | （ルディック）     | 488         |
| 0000.11.05 | 京都   | もちの木賞     | 1勝    | ダ1800m（良） | 11    | 6     | 6     | 006.90（5人）   | 01着 | R1:53.0（39.1）   | -0.0 | 0坂井瑠星   | 55        | （アラレタバシル） | 488         |
| 0000.12.28 | 中山   | ホープフルS    | GI     | 芝2000m（良） | 16    | 2     | 3     | 129.2（14人）   | 15着 | R2:02.4（38.0）   | -2.2 | 0藤田菜七子 | 55        | レガレイラ         | 488         |
| 2024.01.17 | 船橋   | ブルーバードC  | JpnIII | ダ1800m（良） | 9     | 1     | 1     | 003.10（2人）   | 01着 | R1:55.9（40.7）   | -0.0 | 0坂井瑠星   | 55        | （エコロガイア）   | 476         |
| 0000.03.20 | 大井   | 京浜盃         | JpnII  | ダ1700m（良） | 9     | 8     | 9     | 003.00（2人）   | 02着 | R1:50.2（41.4）   | -1.5 | 0坂井瑠星   | 54        | サントノーレ       | 476         |
| 0000.04.24 | 大井   | 羽田盃         | JpnI   | ダ1800m（不） | 8     | 1     | 1     | 008.40（4人）   | 02着 | R1:54.1（40.0）   | -0.2 | 0横山武史   | 55        | アマンテビアンコ   | 477         |
| 0000.06.05 | 大井   | 東京ダービー   | JpnI   | ダ2000m（稍） | 16    | 4     | 7     | 004.80（3人）   | 03着 | R2:07.7（39.3）   | -1.6 | 0横山武史   | 55        | ラムジェット       | 488         |
| 0000.09.26 | 船橋   | マリーンC      | JpnIII | ダ1800m（良） | 6     | 2     | 2     | 001.60（1人）   | 04着 | R1:55.1（41.7）   | -1.6 | 0坂井瑠星   | 55        | テンカジョウ       | 498         |
| 0000.11.04 | 佐賀   | JBCLクラシック | JpnI   | ダ1860m（良） | 11    | 8     | 11    | 008.10（4人）   | 01着 | R1:59.6（36.3）   | -0.7 | 0横山武史   | 53        | （グランブリッジ） | 496         |
| 2025.02.11 | 船橋   | クイーン賞     | JpnIII | ダ1800m（良） | 7     | 6     | 6     | 006.70（3人）   | 02着 | R1:52.6（37.8）   | -0.2 | 0横山武史   | 56.5      | オーサムリザルト   | 499         |
| 0000.02.23 | 東京   | フェブラリーS  | GI     | ダ1600m（良） | 16    | 5     | 10    | 141.5（14人）   | 16着 | R1:38.4（38.5）   | -2.8 | 0吉田豊     | 56        | コスタノヴァ       | 504         |
| 0000.05.14 | 川崎   | エンプレス杯   | JpnII  | ダ2100m（稍） | 11    | 7     | 8     | 009.00（3人）   | 03着 | R2:16.0（40.5）   | -0.8 | 0横山武史   | 55        | テンカジョウ       | 500         |
| 0000.07.09 | 川崎   | スパーキングLC | JpnIII | ダ1600m（良） | 10    | 3     | 3     | 004.40（3人）   | 05着 | R1:42.2（40.2）   | -0.8 | 0横山武史   | 58        | フェブランシェ     | 502         |

- 競走成績は2025年7月9日現在

## 血統表
| アンモシエラの血統                       | アンモシエラの血統                                                                                             | アンモシエラの血統                                                                                             | （血統表の出典）                                                                                               | （血統表の出典）    |
| 父系                                     | ストームキャット系（ストームバード系）                                                                         | ストームキャット系（ストームバード系）                                                                         | ストームキャット系（ストームバード系）                                                                         |                     |
| 父 *ブリックスアンドモルタル 2014 黒鹿毛 | 父の父Giant's Causeway 1997 栗毛                                                                               | Storm Cat | Storm Bird | Storm Bird          |
| 父 *ブリックスアンドモルタル 2014 黒鹿毛 | 父の父Giant's Causeway 1997 栗毛                                                                               | Storm Cat | Terlingua |                     |
| 父 *ブリックスアンドモルタル 2014 黒鹿毛 | 父の父Giant's Causeway 1997 栗毛                                                                               | Mariah's Storm                                                                                                 | Rahy | Rahy                |
| 父 *ブリックスアンドモルタル 2014 黒鹿毛 | 父の父Giant's Causeway 1997 栗毛                                                                               | Mariah's Storm                                                                                                 | *イメンス |                     |
| 父 *ブリックスアンドモルタル 2014 黒鹿毛 | 父の母Beyond the Waves 1997 黒鹿毛                                                                             | Ocean Crest | Storm Bird | Storm Bird          |
| 父 *ブリックスアンドモルタル 2014 黒鹿毛 | 父の母Beyond the Waves 1997 黒鹿毛                                                                             | Ocean Crest | S.S.Aroma |                     |
| 父 *ブリックスアンドモルタル 2014 黒鹿毛 | 父の母Beyond the Waves 1997 黒鹿毛                                                                             | Excedent | Exceller | Exceller            |
| 父 *ブリックスアンドモルタル 2014 黒鹿毛 | 父の母Beyond the Waves 1997 黒鹿毛                                                                             | Excedent | Broadway Lullaby                                                                                               |                     |
| 母 サンドクイーン 2015 栗毛              | 母の父ゴールドアリュール 1999 栗毛                                                                             | *サンデーサイレンス                                                                                            | Halo | Halo                |
| 母 サンドクイーン 2015 栗毛              | 母の父ゴールドアリュール 1999 栗毛                                                                             | *サンデーサイレンス                                                                                            | Wishing Well                                                                                                   |                     |
| 母 サンドクイーン 2015 栗毛              | 母の父ゴールドアリュール 1999 栗毛                                                                             | *ニキーヤ | Nureyev | Nureyev             |
| 母 サンドクイーン 2015 栗毛              | 母の父ゴールドアリュール 1999 栗毛                                                                             | *ニキーヤ | Reluctant Guest                                                                                                |                     |
| 母 サンドクイーン 2015 栗毛              | 母の母フィエラメンテ 2008 鹿毛                                                                                 | タニノギムレット                                                                                               | *ブライアンズタイム                                                                                            | *ブライアンズタイム |
| 母 サンドクイーン 2015 栗毛              | 母の母フィエラメンテ 2008 鹿毛                                                                                 | タニノギムレット                                                                                               | タニノクリスタル                                                                                               |                     |
| 母 サンドクイーン 2015 栗毛              | 母の母フィエラメンテ 2008 鹿毛                                                                                 | *フェアリードール                                                                                              | Nureyev | Nureyev             |
| 母 サンドクイーン 2015 栗毛              | 母の母フィエラメンテ 2008 鹿毛                                                                                 | *フェアリードール                                                                                              | Dream Deal |                     |
| 母系(F-No.)                              | (FN:9-f) | (FN:9-f) | (FN:9-f) |                     |
| 5代内の近親交配                          | Northern Dancer：5･5×5･5=12.50% Robert：5×5=6.25% Storm Bird ：4･4（父内）=12.50% Nureyev ：4･4（母内）=12.50% | Northern Dancer：5･5×5･5=12.50% Robert：5×5=6.25% Storm Bird ：4･4（父内）=12.50% Nureyev ：4･4（母内）=12.50% | Northern Dancer：5･5×5･5=12.50% Robert：5×5=6.25% Storm Bird ：4･4（父内）=12.50% Nureyev ：4･4（母内）=12.50% |                     |
| 出典                                     | 1. | 1. | 1. | 1.                  |

- 祖母フィエラメンテの半姉にトゥザヴィクトリーとビーポジティブ、半兄にサイレントディール。
- 母サンドクイーンの従兄弟にトゥザグローリー、トゥザワールド、トーセンビクトリー、オウケンビリーヴ、デニムアンドルビー、ラーゴブルー、キタノコマンドール、フェアリーポルカ。